# Mouette
Automobiles Mouette war ein französischer Hersteller von Automobilen.

## Unternehmensgeschichte
L. van der Eyken, der zuvor Fox leitete, gründete 1923 das Unternehmen in Paris und begann mit der Produktion von Automobilen. Der Markenname lautete Mouette. 1925 endete die Produktion.

## Fahrzeuge
Das Unternehmen stellte Kleinwagen her. Für den Antrieb sorgten zugekaufte Einbaumotoren verschiedener Motorenhersteller. Genannt sind Motoren von Ruby und S.C.A.P. mit 1100 cm³ und 1500 cm³ Hubraum. Die Getriebe verfügten über vier Gänge. Viele Fahrzeuge waren als Tourenwagen karosseriert. Außerdem stand ein kleiner Sportwagen Grand Sport im Angebot. Hier sorgte ein Motor von Altos mit 1328 cm³ Hubraum für den Antrieb.
Eine andere Quelle erwähnt zwar des 1328 cm³ Altos-Motors, nicht indessen der Varianten mit Ruby- und S.C.A.P.-Motoren. Stattdessen soll es einen 10 CV-Sport mit 2,75 m Radstand und 1496 cm³ Vierzylinder-Altos-Motor (Bohrung × Hub 69 × 100 mm) gegeben haben, ferner einen 10/12CV mit gleichem Radstand und 1780 cm³ Vierzylinder-Altos-Motor (Bohrung × Hub 66 × 130 mm).